# Schleedorf
Schleedorf è un comune austriaco di 1 066 abitanti nel distretto di Salzburg-Umgebung, nel Salisburghese.